# Matthew Conger
Matthew Conger (Plano, 11 ottobre 1978) è un arbitro di calcio neozelandese.

## Carriera
Internazionale dal 2013, Conger viene designato come arbitro per il mondiale Under-20 2015, dirigendo due incontri della fase a gironi. Nel novembre 2015 viene designato per il Mondiale per club 2015, dove ha diretto l'incontro per il terzo porsto tra Guangzhou e Sanfrecce Hiroshima.
Nel 2016, viene selezionato per la Coppa delle nazioni oceaniane, dove dirige due partite. Nel maggio dello stesso anno viene selezionato per i Giochi Olimpici, dove dirige due incontri della fase a gironi: il 7 agosto a Manaus Nigeria-Svezia 1-0 e il 10 agosto a Belo Horizonte Algeria-Portogallo 1-1.
Nel 2017, viene selezionato per la seconda volta per il Mondiale per club, dove dirige l'incontro per il quinto posto tra Wydad Casablanca e Urawa Reds.
Il 29 marzo 2018 viene selezionato ufficialmente dalla FIFA per i mondiali di Russia 2018, dove dirige un incontro della fase a gironi (Nigeria-Islanda).
Nel dicembre 2018 è selezionato dalla FIFA in vista della Coppa del mondo per club FIFA 2018, in cui dirige l'incontro per il quinto posto tra Esperance e Guadalajara.
Nell'estate 2021 ottiene la seconda esperienza olimpica a Tokyo dove dirige due gare: il 22 luglio a Yokohama, Costa D'Avorio - Arabia Saudita, e dopo sei giorni - a Sapporo - Messico - Sudafrica.